# Femu a Corsica
Femu a Corsica (en cors 'Fem Còrsega') és una coalició política corsa constituïda per primera vegada per concórrer a les eleccions a l'Assemblea de Còrsega de 2010. És la primera força política de l'Assemblea de Còrsega amb 32 consellers.

## Eleccions a l'Assemblea de Còrsega de 2010

### Constitució de la llista
El novembre del 2009 Inseme per a Corsica va fer una crida a totes les forces polítiques per fer, de les eleccions territorials del 2010, una fita veritablement històrica. Cercant una veritable alternativa política al servei de Còrsega.
El gener del 2010, es va arribar a un acord entre tres partits polítics: Partitu di a Nazione Corsa, Inseme per a Corsica i A Chjama Naziunale. La coalició va restar oberta per a I Verdi Corsi i Via Prugressista, però finalment, cap dels dos va acabar entrant per discrepàncies en l'elaboració de la llista.

### Desenvolupament de les eleccions
El sobiranisme cors es va presentar amb dues llistes. D'una banda, la llista nacionalista, Femu a Corsica, liderada pel tàndem Jean-Christophe Angelini i Gilles Simeoni, que defensava la via autonomista. D'altra banda, la llista independentista, Corsica Libera, liderada per Jean-Guy Talamoni.
Els resultats del sobiranisme cors en la primera volta de les eleccions van ser sorprenents. La llista liderada per Gilles Simeoni, Femu a Corsica, va ser la segona força amb el 18,40% dels vots. Mentre que la llista liderada per Jean-Guy Talamoni, Corsica Libera, va ser la cinquena força amb el 9,36% dels vots. D'aquesta manera, totes dues candidatures avançaven a la segona volta. En la segona volta els resultats van ser encara més extraordinaris per a les forces sobiranistes, Femu a Corsica, va esdevindre tercera força a l'Assemblea de Còrsega, amb el 25,89% dels vots i 11 consellers. Mentre Corsica Libera, amb el 9,85% dels vots, va aconseguir 4 conselleres territorials a l'Assemblea.

## Eleccions cantonals de 2011
A Còrsega del Sud, Femu a Corsica va presentar candidats als cantons d'Ajaccio-3 (Denis Luciani 13,81% en la primera volta), Bastelica (Julia Sanguinetti 14,56% en la primera volta), Deux-Sevi (Antoine Versini 42,04% en la segona volta) i Porto-Vecchio (Jean-Christophe Angelini 53,72% en la segona volta).

## Eleccions legislatives de 2012
Femu a Corsica va presentar candidats en les quatres circumscripcions de l'illa. En dos d'aquestes circumscripcions els candidats sobiranistes van superar el tall de la primera volta. Així, en la Primera Circumscripció de Còrsega del Sud Romain Colonna no superava la primera volta amb el 9% dels vots, en la Segona Circumscripció de Còrsega del Sud Jean-Christophe Angelini va plantar-se a la segona volta amb el 46,80% dels vots, en la Primera Circumscripció de l'Alta Còrsega Gilles Simeoni va aconseguir el 31,22% en la segona volta mentre en la Segona Circumscripció de l'Alta Còrsega, Saveriu Luciani no superava la primera volta amb un 10,79%.

## Resultats electorals

### Assemblea de Còrsega
| Any  | 1a volta | 1a volta | 2a volta | 2a volta | Pos. | Escons  | +/- | Notes                                              |
| Any  | Vots     | %        | Vots     | %        | Pos. | Escons  | +/- | Notes                                              |
| ---- | -------- | -------- | -------- | -------- | ---- | ------- | --- | -------------------------------------------------- |
| 2010 | 24.057   | 18,40    | 37.224   | 25,89    | 3r   | 11 / 51 | Nou |                                                    |
| 2015 | 24.603   | 17,62    | 52.839   | 35,34    | 1r   | 16 / 51 | 5   |                                                    |
| 2017 | 54.211   | 45,36    | 67.155   | 56,46    | 1r   | 18 / 63 | 2   | Dins la coalició Pè a Corsica (41 diputats totals) |
| 2021 | 39.246   | 29,19    | 55.548   | 40,64    | 1r   | 32 / 63 | 14  |                                                    |